# Maximiano Valdés
Maximiano Valdés (* 17. Juni 1947 in Santiago de Chile) ist ein chilenischer Dirigent.

## Biographie
Valdés studierte zunächst in Santiago de Chile Piano und Violine, bevor er seine Studien am Orchestra dell’Accademia Nazionale di Santa Cecilia in Rom, an dem er auch die Studiengänge Komposition und Dirigieren belegte. Nachdem er sein Diplom in Piano erhalten hatte, entschied er sich auf die Laufbahn eines Dirigenten zu konzentrieren und assistierte Franco Ferrara in Bologna, Siena und Venedig sowie bei Sergiu Celibidache in Stuttgart und Paris. Dem folgte 1976 eine Assistentenstelle am Teatro la Fenice in Venedig und 1978 in derselben Position in Tanglewood unter Leonard Bernstein und Seiji Ozawa.
Seinem ersten erfolgreichen Gastspiel in Nordamerika im Oktober 1987 beim Buffalo Philharmonic Orchestra folgte 1989 seine Anstellung als Musikdirektor an demselben Orchester, dessen Position er bis 1998 innehatte. Durch seine Tätigkeit in Buffalo erwarb er sich einen hohen Bekanntheitsgrad In den Vereinigten Staaten und wurde deshalb von namhaften Orchestern als Gastdirigent eingeladen. Darunter nach St. Louis, Montreal, Baltimore, Seattle, Houston, Dallas der New World Symphonies und dem Calgary Philharmonic Orchestra. Es blieb nicht aus, dass er danach weltweit Engagements als Gastdirigent angeboten bekommen hatte. Weitere Stationen als Chefdirigent oder Musikdirektor waren am Orquesta Sinfonica del Principado de Asturia in Spanien    und am Teatro Municipal in Santiago de Chile. Seit 2008 ist er Musikdirector am Puerto Rico Symphony Orchestra.

## Engagements in Nordamerika
- Baltimore Symphony Orchestra
- Buffalo Philharmonic Orchestra
- Calgary Philharmonic Orchestra
- Dallas Symphony Orchestra
- Edmonton Symphony Orchestra
- Houston Symphony Orchestra
- Indianapolis Symphony Orchestra
- Louisiana Philharmonic
- Orchestre symphonique de Montréal
- National Arts Centre Orchestra
- National Symphony Orchestra
- New World Symphony (Orchester)
- Phoenix Symphony
- Saint Louis Symphony Orchestra
- San Diego Symphony
- Seattle Symphony
- Syracuse Symphony Orchestra
- Vancouver Symphony Orchestra

## Andere Orchester Engagements
- Orquesta Sinfónica de la Juventud Venezolana Simón Bolívar (1978–1982)
- Dresdner Philharmonie
- Russian State Symphony Orchestra
- Sinfonia Varsovia
- Krakow Philharmonic
- Nationales Symphonieorchester des Polnischen Rundfunks
- Orchestre Philharmonique de Nice
- Lisbon Philharmonic
- Malaysian Philharmonic Orchestra
- Orquesta Sinfonica d'Estado de São Paulo

## Sommer Festival Engagements
- Mann Music Center
- Caramoor Festival
- Interlochen Center for the Arts
- Grand Teton Music Festival
- Eastern Music Festival
- Chautauqua Symphony Orchestra
- Music Academy of the West
- Grant Park Symphony Orchestra